# 維拉·薇契-斐柏嘉
瓦伊拉·维基耶-弗赖贝加（1937年12月1日—）是第六任拉脫維亞總統，也是拉脫維亞第一任女總統和東歐第一位女元首。她在1999年當選拉脫維亞總統並在2003年連任。

## 早年生活
维基耶-弗赖贝加生于拉脱维亚首都里加，1945年随父母离开拉脱维亚前往德国。抵达德国后，一家人在疾病流行的难民营待了一段时间。在联合国难民机构的帮助下，维基耶-弗赖贝加的父母决定定居北非国家摩洛哥，因为那里能够提供一些技术职位供移民选择，而去其他许多国家只能做苦工。到了1954年，维基耶-弗赖贝加一家离开摩洛哥，定居加拿大。
维基耶-弗赖贝加在加拿大的第一份工作是银行出纳。但她经过不懈努力，就讀於多倫多大學和麥基爾大學，分別在1958年和1960年以臨床心理學學士和碩士畢業。1965年获蒙特利尔大学心理学博士学位后长期（至1998年）在该校任心理学教授。并潜心研究拉脱维亚民歌，著有《在琥珀山》、《太阳的歌谣》和三部曲《三种太阳》的前两部等，成为一位著名的语言学家和心理学家。
除了教学活动外，她积极从事社会活动。她是拉脱维亚和加拿大科学院成员，先后担任加拿大心理学会会长、加拿大心理学联盟副主席、加拿大社会科学联合会副主席、加拿大科学委员会副主席和波罗的海人研究联盟副主席等职。

## 当选总统
1997年，维基耶-弗赖贝加从蒙特利尔大学退休，回到拉脱维亚，担任拉脱维亚研究所所长。一年后她正式回国永久定居。1999年6月拉脱维亚举行总统选举，她作为一名无党派人士，获得了祖国党、自由党、人民党和社会民主党等的支持。6月20日在第一轮投票中，她当选总统，7月8日宣誓就职。她的支持率一直介于70%和85%之间，在2003年她再次获得96票中的88票，以高票再次连任四年。
拉脱维亚民众普遍认为，维基耶-弗赖贝加的强项在于外交。她是这个国家的公关大使，而且语言能力出众。除母语拉脱维亚语之外，她还精通英语、法语和德语，也懂西班牙语和葡萄牙语。在国内，维基耶-弗赖贝加推行市场经济，被人拿来与英国铁娘子撒切尔夫人相比；在外交上，一直力主拉脱维亚回归欧洲，认为“欧洲才是真正的家”。她游说西方国家领导人，强调加入北约和欧盟的意愿，这又被媒体拿来与同为移民出身的美国前国务卿马德琳·奥尔布赖特相比。2004年3月和5月，拉脱维亚如愿成为北约和欧盟成员。
作为世界上为数不多的女元首之一，她对本国女性地位和参政议政的状况十分关注，表示自己是“妇女权益的坚决支持者”。拉脱维亚也成为女性高官比例较高的国家之一。
2006年9月15日，三个波罗的海国家爱沙尼亚、拉脱维亚和立陶宛正式提名维基耶-弗赖贝加参选联合国秘书长职务。后来由于俄罗斯表示不支持，维凯-弗赖贝加于10月5日宣布退出竞选。最终韩国人潘基文当选秘书长。

## 总统卸任后
2007年7月维基耶-弗赖贝加的任期结束后，作为一个邀请演讲者她积极参与各种各样的国际事件。她是马德里俱乐部的创始成员国成员，欧洲对外关系委员会和几个基金会的名誉赞助人。2007年12月14日她被任命为欧盟长远未来思考小组(Reflection Group)副主席，2008年成为欧洲理事会宽容和和解(European Council on Tolerance and Reconciliation)成员。还担任欧洲研究区域鉴定委员会主席(2008)、欧洲研究委员会评审小组主席(2009)。2011年10月支持欧洲委员会媒体自由高水平专家小组。
她还是欧洲理事会常任主席候选人之一，但赫尔曼·范龙佩最后被选为主席。
维基耶-弗赖贝加嫁给了前蒙特利尔魁北克大学计算机科学教授伊曼茨·弗赖贝格斯(Imants Freibergs)，维基耶-弗赖贝加担任拉脱维亚总统时他是拉脱维亚信息和通信技术协会(LIKTA)会长。夫妇俩结识于多伦多的拉脱维亚学生俱乐部。他们有两个孩子，卡尔利斯(Kārlis)和因德拉(Indra)。维基耶-弗赖贝加博士夫妇俩已经成立了一个“VVF咨询”公司，提供公共和私人组织咨询服务。

## 外部連結
- 維拉·薇契-斐柏嘉官方網站 （页面存档备份，存于）（拉脱维亚文）

| 官衔                       | 官衔                       | 官衔                         |
| -------------------------- | -------------------------- | ---------------------------- |
| 前任者： 贡季斯·乌尔马尼斯 | 拉脫維亞總統 1999年–2007年 | 繼任者： 瓦爾季斯·扎特萊爾斯 |